# 坎皮略德亚雷纳斯
坎皮略德亚雷纳斯，是西班牙安达卢西亚自治区哈恩省的一个市镇。总面积117平方公里，总人口2140人（2001年），人口密度18人/平方公里。